# (1712) Angola
(1712) Angola – planetoida z pasa głównego asteroid okrążająca Słońce w ciągu 5 lat i 241 dni w średniej odległości 3,17 au. Została odkryta 28 maja 1935 roku w Union Observatory w Johannesburgu przez Cyrila Jacksona. Nazwa planetoidy pochodzi od Angoli, kraju w Afryce. Przed nadaniem nazwy planetoida nosiła oznaczenie tymczasowe (1712) 1935 KC.